# Tritarsidae
De Tritarsidae zijn een familie van uitgestorven kevers. De familie is voor het eerst wetenschappelijk beschreven in 2002 door Hong.